# ساگوارو طلایی
ساگوارو طلایی(نام علمی: Neobuxbaumia polylopha) نام یک گونه از تیره کاکتوس است.